# Drygalski-Eiszunge
Die Drygalski-Eiszunge (auch Drygalski-Barriere oder Drygalski-Gletscherzunge) ist eine Gletscherzunge in der Antarktis, die als Verlängerung des David-Gletschers an der Scott-Küste im Osten von Viktorialand in den McMurdo-Sund mündet. Die Eiszunge hat eine Nord-Süd-Ausdehnung von 14 bis 24 km und eine Länge von mehr als 48 km. Das Alter des Eises wird auf bis zu 4000 Jahre geschätzt.
Entdeckt wurde die Eiszunge im Januar 1902 im Rahmen der Discovery-Expedition (1901–1904) vom britischen Polarforscher Robert Falcon Scott, der sie nach dem deutschen Polarforscher Erich von Drygalski (1865–1949) benannte, der zeitgleich die Gauß-Expedition nach Kaiser-Wilhelm-II.-Land leitete. Verwechslungsgefahr besteht mit dem Drygalski-Gletscher an der Ostküste des antarktischen Grahamlands.
Im Mai 2005 brachen nach der Kollision des Eisbergs B-15 A zwei etwa 70 km² große Platten von der Drygalski-Eiszunge ab. Mit dem gleichfalls vom Ross-Schelfeis stammenden C-16 stieß Ende März 2006 ein weiterer Eisberg auf die Gletscherzunge, dabei wurde ein Fragment von mehr als 100 km² von dieser abgetrennt.